# چری آگ
چری آگ (انگلیسی: Cherry AG) شرکت سخت‌افزار آلمانی است، که در سال ۱۹۵۳ تأسیس شد.